# Пиленгас
Пиленга́с, или пеленга́с, или пелинга́с, или белинга́с (лат. Planiliza haematocheilus) — вид морских лучепёрых рыб из семейства кефалевых.

## Описание
Тело вытянутое торпедообразное. Голова с широкой лобной частью, радужка глаз имеет красноватый или оранжевый оттенок, отличающий пиленгаса от других кефалей. Достигает длины 150 см и массы 7 кг, наибольший вес (опубликованные данные) — 12 кг. Тело и голова покрыты крупной циклоидной чешуёй. Как и у других кефалей, оформленная боковая линия отсутствует.

## Ареал
Обитает в Японском море. Широко распространён в заливе Петра Великого.
Во второй половине XX века был успешно акклиматизирован в Азовском море, где встречаются экземпляры пиленгаса массой до 12 кг. Обитает также в Чёрном море, во многих водоёмах России, Украины и Европы.

## Образ жизни
Морская стайная рыба, молодь осенью заходит в реки, где зимует в ямах. Ранней весной уходит обратно в море. Также обитает в приустьевых участках и солоноводных лиманах рек, впадающих в Японское, Чёрное, Азовское и Средиземное моря.

## Питание
Питается преимущественно перифитоном, детритом, а также различными мелкими донными беспозвоночными. В Чёрном и Азовском море, лиманах и устьях рек питается также морскими червями нереисами, активно потребляет мертвую рыбу, крупные особи в Азовском и Чёрном море могут потреблять тюльку, хамсу, молодь бычка.

## Размножение
Нерестится в мае — июне в прибрежных участках залива Сиваш и солоноводных лиманах Чёрного моря. Икра, как и у всех кефалей, пелагическая, поэтому для нереста пиленгас выбирает участки с морской соленостью (32—35 промилле).

## Рыболовство
На удочку пиленгас наиболее успешно ловится на нереиса, также на креветку, опарыша, мотыля, технопланктон, в качестве исключения на кусочки рыбы, красного мяса, мелкого живца (тюлька, бычок) или искусственные приманки. Добывается рыболовными сетями. Может перепрыгнуть через поставленную сеть, крупный пиленгас способен разорвать сеть заостренными костями на передней части головы.

## Акклиматизация в Азово-Черноморском бассейне

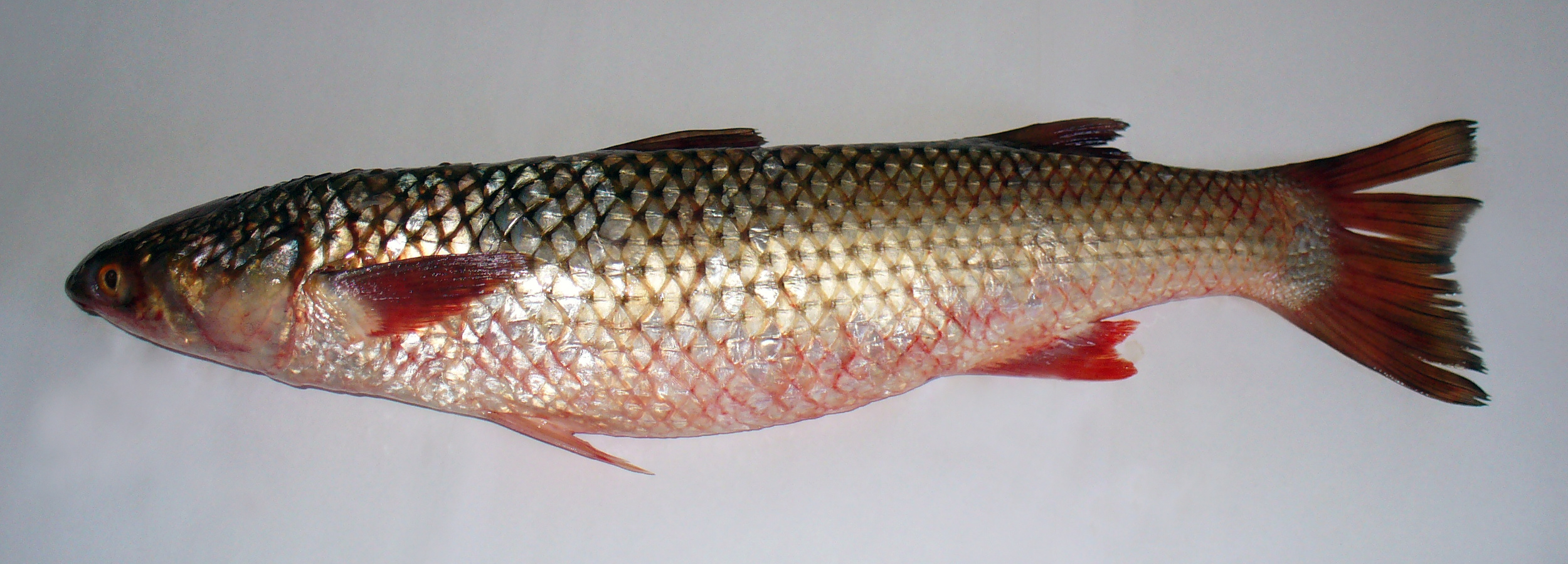
Пиленгас, выловленный в Азовском море

В пятидесятые годы прошлого века в СССР была обоснована теория, что пиленгас мог бы быть объектом акклиматизации в Азовском и Чёрном морях. Через пару десятилетий Ростовская производственно-акклиматизационная станция (РПАС), сфера деятельности которой распространялась на названные моря, занялась акклиматизацией пиленгаса.
Большую роль в процессе акклиматизации сыграла Семененко, Любовь Ивановна .
В 1983 году уже была отмечена массовая миграция сеголеток пиленгаса в Азовское море. БО АзНИИРХ впервые добилось искусственного оплодотворения икры пиленгаса и выращивания сеголеток пиленгаса, часть из которых была выпущена в Молочный лиман. К концу 1980-х годов пиленгас стал промысловой рыбой в Азовском море, Молочном лимане и Восточном Сиваше. Позже его стали ловить и в Чёрном море, вначале у северного побережья, а потом и десятками тысяч тонн у побережья Турции. К настоящему времени ареал пиленгаса достиг и бассейна Средиземного моря. Сегодня пиленгас известен во всех регионах примыкающих к Чёрному и Азовскому морю.